# David Boudia
David Alasdair Boudia (Abilene, 24 de abril de 1989) es un deportista estadounidense que compitió en saltos de plataforma.
Participó en tres Juegos Olímpicos de Verano, entre los años 2008 y 2016, obteniendo en total cuatro medallas, dos en Londres 2012, oro individual y bronce en la prueba sincronizada (junto con Nicholas McCrory), y dos en Río de Janeiro 2016, plata en la  sincronizada (junto con Steele Johnson) y bronce individual.
Ganó cinco medallas en el Campeonato Mundial de Natación entre los años 2007 y 2015, y una medalla de oro en los Juegos Panamericanos de 2007.

## Palmarés internacional
| Juegos Olímpicos     | Juegos Olímpicos        | Juegos Olímpicos  | Juegos Olímpicos       |
| Año                  | Lugar                   | Medalla           | Prueba                 |
| -------------------- | ----------------------- | ----------------- | ---------------------- |
| 2012                 | Londres (Reino Unido)   | Medalla de oro    | Plataforma 10 m        |
| 2012                 | Londres (Reino Unido)   | Medalla de bronce | Plataforma 10 m sincro |
| 2016                 | Río de Janeiro (Brasil) | Medalla de plata  | Plataforma 10 m sincro |
| 2016                 | Río de Janeiro (Brasil) | Medalla de bronce | Plataforma 10 m        |
| Campeonato Mundial   |                         |                   |                        |
| Año                  | Lugar                   | Medalla           | Prueba                 |
| 2007                 | Melbourne (Australia)   | Medalla de bronce | Plataforma 10 m sincro |
| 2009                 | Roma (Italia)           | Medalla de plata  | Plataforma 10 m sincro |
| 2011                 | Shanghái (China)        | Medalla de plata  | Plataforma 10 m        |
| 2013                 | Barcelona (España)      | Medalla de plata  | Plataforma 10 m        |
| 2015                 | Kazán (Rusia)           | Medalla de plata  | Plataforma 10 m        |
| Juegos Panamericanos |                         |                   |                        |
| Año                  | Lugar                   | Medalla           | Prueba                 |
| 2007                 | Río de Janeiro (Brasil) | Medalla de oro    | Plataforma 10 m sincro |